# Bertil Colding

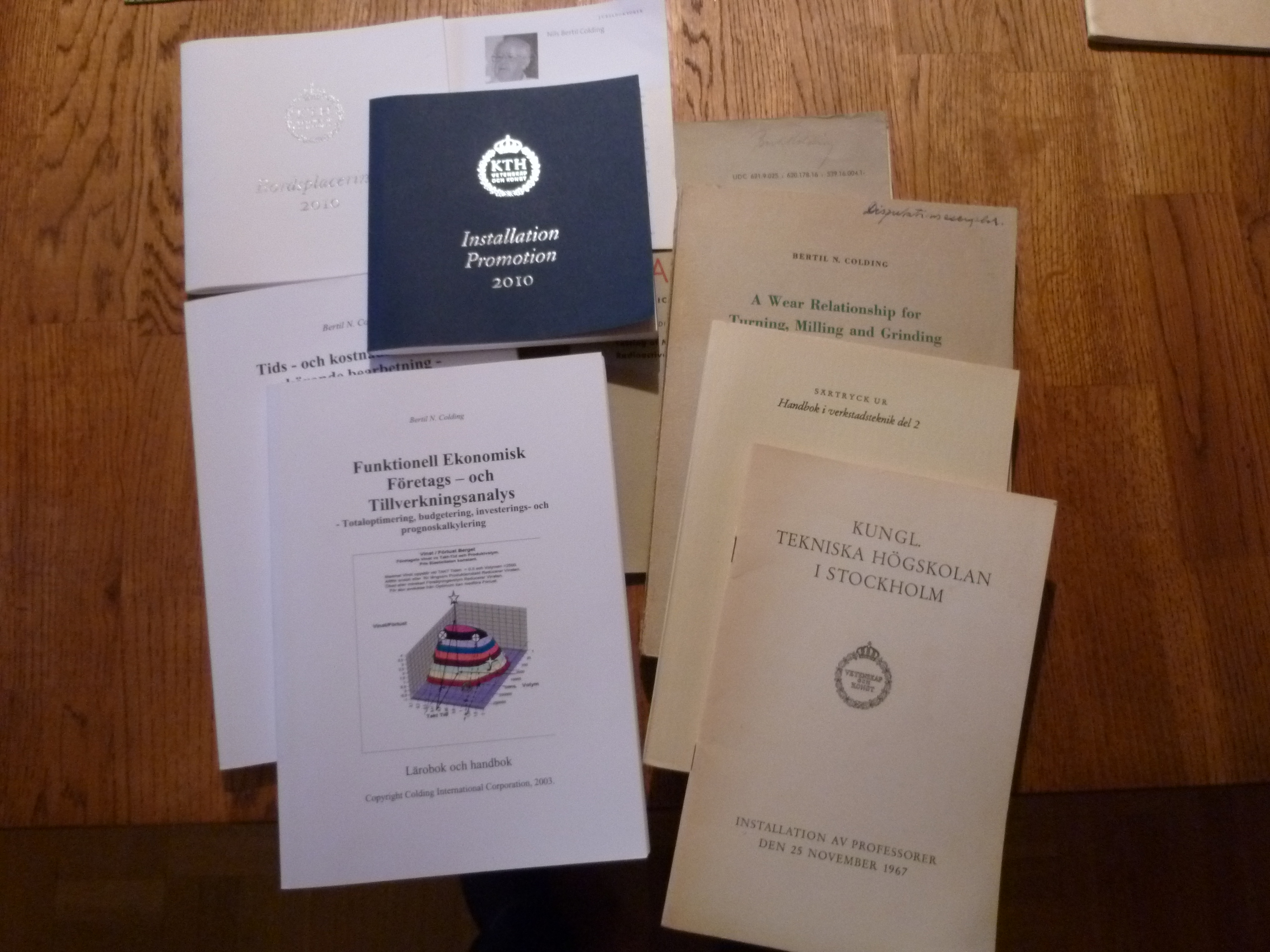
Publikationer

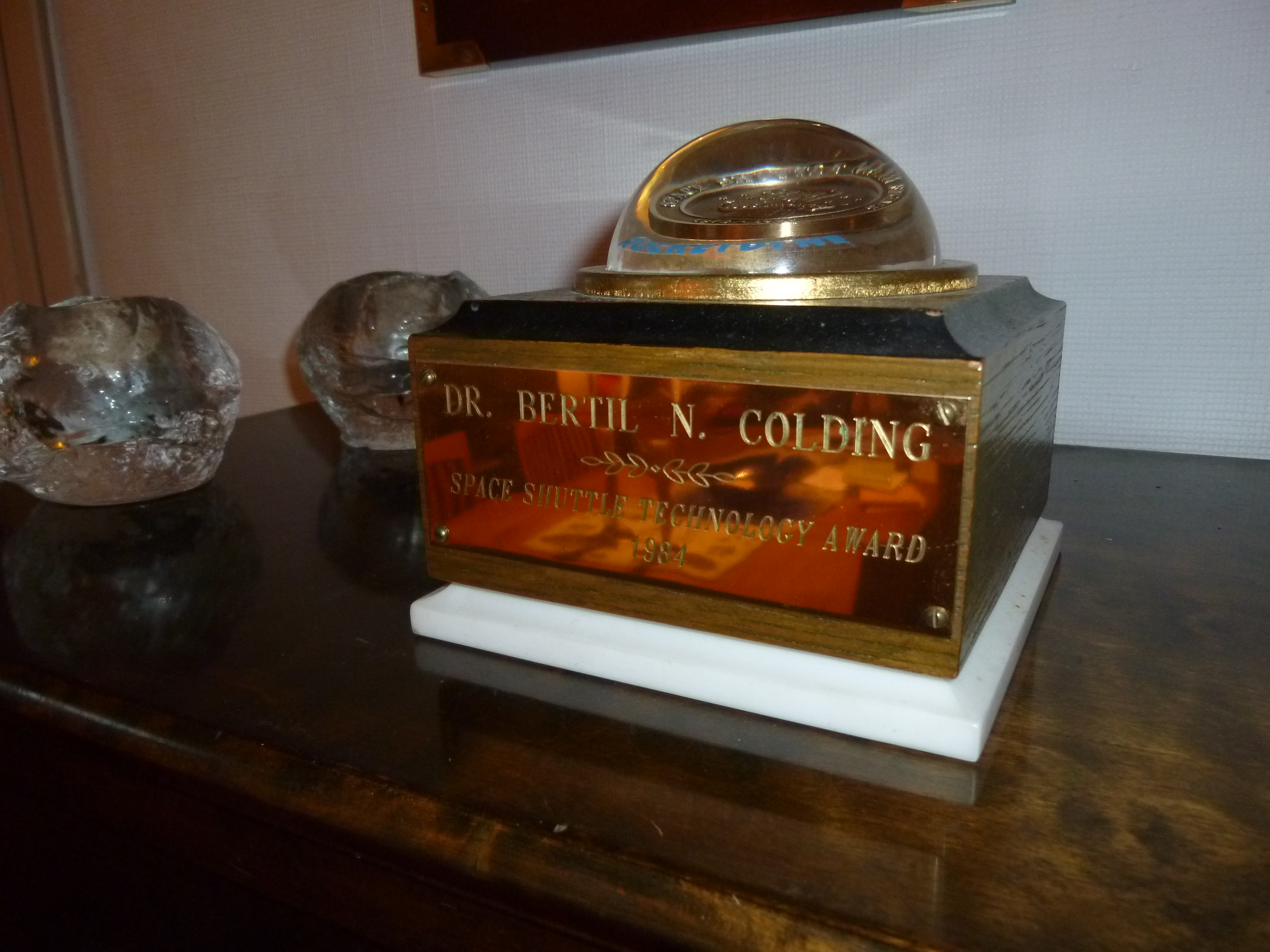
Space Shuttle Award

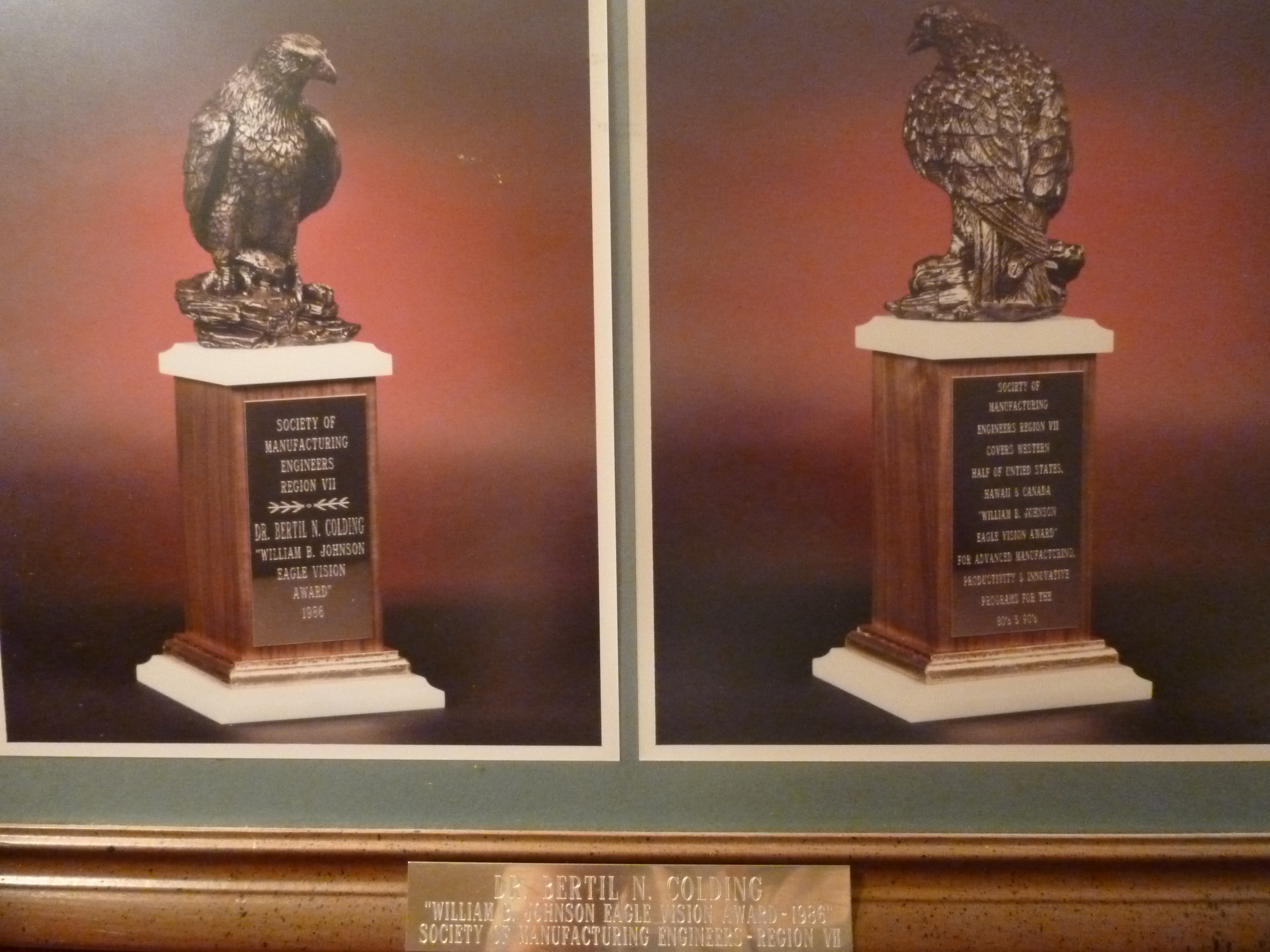
Eagle Vision Award

Nils Bertil Colding, född 23 augusti 1927 i Södertälje, död 23 april 2011 i Västerås, var en svensk uppfinnare. 
Han föddes 1927 i Södertälje. Efter studentexamen i Södertälje blev han civilingenjör i mekanisk teknologi vid KTH 1951. År 1954 kom han till MIT i Boston som forskare och tog där en Master of Science-examen 1955.
Som forskningshandledare på Cincinnati Milacron utvecklade han trycksvarven som tillverkade noskonen till USA:s första rymdraket 1958.
ASEA:s blivande vice vd Alde Nilsson övertygade honom 1959 att bli chef för en nyinrättad stabsavdelning för skärande bearbetning och stansning. Där avslutade han sin avhandling och blev teknologie doktor på KTH 1959. År 1963 blev han av Curt Nicolin utsedd som ansvarig för ASEA:s investeringar i numeriskt styrda verktygsmaskiner och andra automatiseringsutrustningar. 1967 kallades han och utnämndes till professor i mekanisk teknologi på KTH.
Vid KTH startade han bland annat lasergruppen som resulterade i två professorer inom holografi. Bertil Colding blev 1976 Visiting Professor, och förste innehavare av the Goebel chair, Industrial and Operations Engineering, University of Michigan, Ann Arbor. År 1979 jobbade han med forskning på Ford Motor Company och sedan i sju år som vice vd för Sandvik AB, och slutligen som entreprenör, återvände han till Västerås 2001 efter 25 års verksamhet i USA. Han var även verksam i styrelsen i Svenska Mekanisters Riksförening (SMR) sedan hemkomsten till Sverige och var sedan 1968 aktiv inom CIRP (The International Academy for Production) som en av medgrundarna till gruppen CIRP Flexible Manufacturing Systems.
Bertil Colding har publicerat över 200 vetenskapliga skrifter samt artiklar och är mest känd för Coldings utslitningsekvation och optimering av skär - och slipprocessen. Han är även uppfinnare av diamantimpregnerande snabbstålsverktyg för ASEA. Som konsult till Sandvik Coromant uppfann han 1968 geometrin till det första formpressade skärverktyget med inbyggd spånbrytare. Han var även innehavare av ett flertal patent. Bertil drev även eget företag i USA och Sverige som bland annat utvecklat programmet ColCut inom skärande bearbetning. Bertil Colding har erhållit ett flertal utmärkelser, bland annat CIRP:s F.W. Taylor Medalj 1959 och NASA:s Space Shuttle Award.
Han blev 1971 Riddare av Nordstjärneorden och 1986 den första innehavaren av Society of Manufacturing Engineers (SME) Eagle Vision Award. Så sent som i nov 2010 blev han jubeldoktor vid KTH. Bertil Colding var även ordförande i föreningen 21-års Täljemedborgare. Under sommaren 1954 var han ordförande i en grupp för utländska studenterna vid MIT, där dessa diskuterade Marshallhjälpens betydelse. Han var också styrelseledamot för Svenska Handelskammaren i Detroit. Bertil Colding avled 2011.